# Championnat de Malte de football 1916-1917
Navigation
Saison précédente Saison suivante
La saison 1916-1917 de First Division Maltaise était la sixième édition de la première division maltaise.
Lors de cette saison, le Valletta United a tenté de conserver son titre de champion face aux cinq meilleurs clubs maltais lors d'une série de matchs se déroulant sur toute l'année.
Les six clubs participants au championnat ont été confrontés une fois aux cinq autres.
C'est le St. George's FC qui a été sacré champion de Malte pour la première fois de son histoire.

## Les six clubs participants
| Club                | Stade            | Capacité | Ville      |
| ------------------- | ---------------- | -------- | ---------- |
| Floriana Liberty    | -                | -        | Floriana   |
| Hamrun Spartans     | Victor Tedesco   | 6 000    | Hamrun     |
| Sliema Wanderers FC | Guze Fava Ground | 4 000    | Sliema     |
| St. George's FC     | -                | -        | Bormla     |
| Valletta United     | -                | -        | La Valette |
| Vittoriosa Rovers   | -                | -        | Vittoriosa |

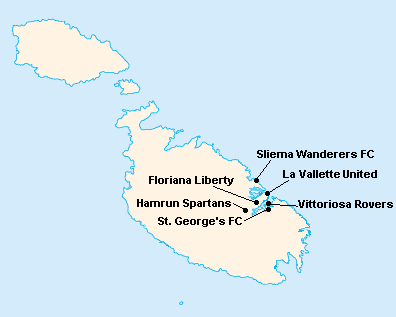
Localisation des clubs engagés dans le championnat.

L'île de Malte étant relativement petite, les clubs évoluent tous au stade National Ta'Qali (17 400 places). Certains cependant ont leur propre enceinte qu'ils peuvent éventuellement utiliser.

## Compétition

### Classement
| Rang | Équipe               | Pts | J | G | N | P | Bp | Bc | Diff |
| ---- | -------------------- | --- | - | - | - | - | -- | -- | ---- |
| 1    | St. George's FC (P)  | 8   | 5 | 4 | 0 | 1 | 5  | 1  | +4   |
| 2    | Sliema Wanderers FC  | 8   | 5 | 4 | 0 | 1 | 16 | 5  | +11  |
| 3    | Hamrun Spartans      | 7   | 5 | 3 | 1 | 1 | 13 | 6  | +7   |
| 4    | Valletta United (T)  | 5   | 5 | 2 | 1 | 2 | 8  | 6  | +2   |
| 5    | Floriana Liberty (P) | 2   | 5 | 1 | 0 | 4 | 4  | 12 | -8   |
| 6    | Vittoriosa Rovers    | 0   | 5 | 0 | 0 | 5 | 1  | 17 | -16  |

| Légende : Qualifications et relégations | Légende : Qualifications et relégations                  |
| --------------------------------------- | -------------------------------------------------------- |
|                                         | Relégation en Second Division Maltaise                   |
|                                         | (T) : Tenant du titre 1914-1915 (P) : Promu en 1914-1915 |

## Bilan de la saison
| Tableau d'Honneur       |                 |
| Compétition             | Vainqueur       |
| First Division Maltaise | St. George's FC |

| Promotions et relégations            |                                       |
| Relégués en Second Division Maltaise | Vittoriosa Rovers                     |
| Promus de Second Division Maltaise   | Floriana FC Paola Rovers Cottonera FC |